# Tetragonia pillansii
Tetragonia pillansii är en isörtsväxtart som beskrevs av Robert Stephen Adamson. Tetragonia pillansii ingår i släktet tetragonior, och familjen isörtsväxter. Inga underarter finns listade i Catalogue of Life.